# Robert Boulin
Robert Boulin (* 20. Juli 1920 in Villandraut, Département Gironde; † 30. Oktober 1979 im Wald von Rambouillet, Département Yvelines) war französischer Staatssekretär sowie Minister unter Charles de Gaulle, Georges Pompidou und Valéry Giscard d’Estaing.

## Leben
Boulin war der Sohn eines Tabak-Kontrolleurs. Nach dem Schulabschluss studierte er Jura und nahm 1946 seine Tätigkeit als Rechtsanwalt auf. Während des Zweiten Weltkrieges war Boulin Hauptmann der Reserve und Mitglied der Résistance. Boulin wurde mit dem Kriegskreuz und der Widerstandsmedaille ausgezeichnet.
Der Jurist war von 1947 bis 1953 Mitglied des Nationalrates der Sozialrepublikaner. Eine Kandidatur im November 1958 für den Wahlkreis Libourne und die gaullistische Union pour la Nouvelle République brachte ihm einen Sitz in der Nationalversammlung. Im Jahr darauf wurde er zum Bürgermeister von Libourne gewählt und in der Folge noch zweimal (1965 und 1971) in diesem Amt bestätigt. 1961 wechselte Boulin in die Regierung und übernahm den Posten als „Staatssekretär für Heimkehrerfragen“. In der Folge war Robert Boulin unter anderem als Landwirtschaftsminister, Gesundheitsminister, Minister für Beziehungen zum Parlament und Finanzminister tätig. Zum Zeitpunkt seines Todes war er Minister für Arbeit, Beschäftigung und Gesundheit.
1979 geriet Boulin ins Visier der Presse, da er 1974 ein Grundstück gekauft und nicht erkannt hatte, dass dieses Geschäft von Betrügern manipuliert worden war. Die Zeitung Le Canard enchaîné berichtete über den Fall und rückte Boulin damit verstärkt ins Interesse der Öffentlichkeit.
Am Morgen des 30. Oktober 1979 fand man Boulin tot in einem Teich, neben seinem Auto eine leere Dose Beruhigungsmittel und im Auto Abschiedsbriefe an seine Frau und Kollegen im Ministerium. Der Tod Boulins wurde als Suizid eingeordnet, die Stimmen, es sei Mord gewesen, verstummten aber nie völlig.
Nach seinem Tod gerieten die Journalisten in die Kritik der Öffentlichkeit, eine Mitschuld der Zeitungen wurde ebenso diskutiert wie eine mögliche Ermordung Boulins durch den Geheimdienst.
In Libourne sind eine Straße, ein Fußballstadion und ein Krankenhaus nach Robert Boulin benannt.